# Malea Planum
Malea Planum es una meseta volcánica alta en el planeta Marte ubicada en los cuadriláteros de Noachis, Hellas y Mare Australe, al suroeste de la gran cuenca de impacto de Hellas Planitia. Con una extensión de 900 × 1.200 km 2, está centrado por 64,8°S y 65°E, limitado al norte por Hellas Planitia, al oeste por Sisyphi Planum, al sur por Planum Australe y al este por Promethei Terra.